# Amour océan (telenovela)
Amour océan (Mar de amor) est une telenovela mexicaine diffusée en 2009 et 2010 par Televisa. En France, elle est diffusée sur le réseau Outre-Mer 1ère, le 27 mai 2013 sur France Ô et sur IDF1. Elle est ensuite diffusée sur Diamants TV entre le 9 janvier 2015 et 10 septembre 2015.
En mars 2022, elle est diffusée sur Novelas TV jusqu'au 4 novembre 2022.

## Synopsis
Dans un village nommé la plage des Etoiles vit une jeune fille Estrella Marina, elle a été élevée par ses parrains Aurore et Antoine, une famille de pêcheur car sa mère Cecilia a été victime d'un viol et a complètement perdu la raison. Dans ce même village, un endroit appelé La Pointe des Roches ou vit le puissant et redoutable Léon Barra Montiel avec ses deux filles, l'une qui est aussi arrogante que lui, Orianna et à l'opposé celle qui est douce et gentille, Helena. Après des années d'absence, le jeune Victor Emmanuel Candilice est de retour dans le village. Oriana tente à tout prix de le séduire mais il n'a d'yeux que pour Estrella qui elle aussi s'éprend de lui.

## Distribution
- Zuria Vega - Estrella Marina Briceño  Estrella Marina Briceno (1 à 164)
- Mario Cimarro - Víctor Manuel Galindez Victor Emmanuel Candilice (1 à 164)
- Mariana Seoane - Oriana Parra-Ibáñez Briceño Oriana Barra Montiel (1 à 164)
- Ninel Conde - Coral/"Catalina" Corail/Cateline Ménard (1 à 3) et (38 à 159) disparut dans la mer à la fin de la série
- Erika Buenfil - Casilda Cécilia (2 à 164)
- Manuel Landeta - León Parra Ibáñez Leon Barra Montiel (1 à 150) attaqué par un lion de cirque, il meurt quelques heures après, après s'être repenti du mal qu'il a fait
- Juan Ferrara - Guillermo Briceño Guillerme Briceno (2 à 164)
- María Sorté - Aurora de Ruiz Aurore Ruiz (1 à 164)
- Raquel Olmedo - Luz Garaban Rose Caravan (3 à 164)
- Norma Herrera - Violeta Violete (1 à 102) et (163 à 164)
- Ignacio López Tarso - El Mojarras Manuel (1 à 163)
- Sergio Reynoso - Antonio Ruiz Antoine Ruiz (1 à 164)
- Marcelo Córdoba - Hernán Irazabal Renan de montblois (28 à 116) assassiné par Mercedes
- Patsy Pepping - Lucia Galindez lucille candilice (13 à 74)
- Arturo Carmona - Santos Nieves Carlos bièvre (2 à 164)
- Amairani - Federica Martínez Frederique Martin (98 à 162)
- Victoria Díaz - Mercedes Alcalá Mercedes (92 à 163)
- Florencia de Saracho - Elena Parra Elena Barra  Montiel (1 à 164)
- Mar Contreras - Roselia Rosalie (1 à 164)
- Arlette Pacheco - Maura Larroja Paula la rouge
- Elizabeth Dupeyrón - Mística Miranda (1 à 163)
- Juan Ángel Esparza - Oswaldo Ascanio Erwan Ascano (2 à 163)
- Javier Ruán - Bracho Bernard (1 à 164)
- Toño Infante - Tiburón Pitbull (1 à 96) meurt englouti dans des sables mouvant
- Yuliana Peniche - Reyna Celine (2 à 85)
- Elsa Cárdenas - Luciana de Irazabal Lucienne de montblois (98 à 154)
- Georgina Salgado - Esperanza Ruiz Clémentine Ruiz (1 à 164)
- Ramón Valdés - Salvador Ruiz Sébastien Ruiz (1 à 164)
- Rodrigo Nehme - Lorenzo Garaban Lorenzo Caravan (2 à 57)
- Nicolás Mena - Jorge Parra George Barra (2 à 39)
- Renata Notni - Carmita Bracho Hermine Bernard (1 à 164)
- Mauricio Mejía - Marco Tulio Plaza Mark Tulio Pladza (109 à 164)
- Marco Méndez - David Bermúdez David Bermudez (143 à 155)
- Adrián Martiñón - Martín Martin (2 à 164)
- Amor Flores - Chom Jeanne-Marie (2 à 57)
- Yireka Yeralden Tránsito. Charlotte (1 à 157)
- Claudia Silva - Inés Lombardo Ines MORALES (103 à 121) assassiné par Léon Barra et Corail
- Beatriz Monroy - Crisanta Tristana (1 à 164)
- Gerardo Albarrán - Ricardo Oduver Richard deoduber (88 à 92)
- Renata Flores - Simona Simone (30 à 34) et (98 à 161)
- Claudia Ortega - Silvia Sylvie (30 à 61) poussé par-dessus un balcon par Léon Barra et meurt sur le coup
- Ernesto Faxas - Gustavo Gustave (46 à 164)
- Óscar Ferretti - Padre Zamorita père Camoletti (2 à 164)
- Aleyda Gallardo - Rita Rita (32 à 125)
- Evelyn Zavala - Abril Ruiz Avril Ruiz(1 à 164)
- Erick Fernando - Tilico Titouan (1 à 164)
- Rosángela Balbó - Estefanía Peralta Tiphanie Peralte
- Queta Lavat - Alfonsina Zapata Alexandre Zapata 87 à 111
- Rafael del Villar - Enrique
- Luis Bayardo - Juez Moncada inconnu
- Juan Carlos Bonet - Abogado de León avocat de leon barra 14 à 42
- Marius Biegai - Gerente Mia Goran Miere
- Fernando Estrada - Dr. Ángel Sánchez Dr. Sanchez 79
- Jaime Lozano - Lic. Espinoza
- Sebastián Dopazo - Lic. Prado
- Hugo Macías Macotela - Juez Louis
- Juan Ignacio Aranda - Fiscal inconnu
- Rafael Origel - Secretario del Juez secrétaire de louis
- José Antonio Ferral - Ministerio Público  Juge
- Esteban Franco - Abogado de Salvador Avocat de Sebastien 112 à 113
- Javier Villarreal - Locutor lucien
- Yulyenette Anaya
- Cynmon Jerinz - Vendedora de libros
- Milia Nader - Secretaria
- Antonio Zamudio - Miguel
- Antoine Stuve - Diego

## Autres versions
- María del Mar, produit par RCTV.

### Sources
- (es) Cet article est partiellement ou en totalité issu de l’article de Wikipédia en espagnol intitulé « Mar de amor » (voir la liste des auteurs).